# Teofila Bratkowska
Teofila Bratkowska (ukr. Братківська Теофілія Іллівна, ur. 20 czerwca 1924 w Radymnie, zm. 27 stycznia 2019) – ukraińska śpiewaczka operowa (sopran). Zasłużony Artysta USRR (1968).
W 1944 została przesiedlona wraz z rodziną do Zbaraża, następnie wyjechała do Lwowa.
Uczyła się we Lwowskiej Szkole Muzyczno-Pedagogicznej im. Filareta Kołyssy oraz pobierała lekcje śpiewu u Salomiji Kruszelnićkiej w latach 1948–1950.
W latach 1945–1957 pracowała jako śpiewaczka chóru, a w okresie 1957–1984 jako solistka Opery Lwowskiej. Wykonawczyni wielu czołowych partii operowych. Występowała gościnnie w wielu miastach Ukrainy, w szczególności w Tarnopolu.